# Хедершерна, Карл Фредрик Вильгельм
Карл Фредрик Вильгельм Хедершерна  (швед. Carl Hederstierna; 1 декабря 1861, Йёнчёпинг — 17 ноября 1928, Стокгольм) — шведский политический и государственный деятель, дипломат. Министр иностранных дел Швеции (19 апреля — 11 ноября 1923), юрист.

## Биография
Государственный консультант и советник в 1906–1911 годах. Обер-губернатор Стокгольма
(1911 — 1912, 1920—1928). Судья Верховного суда Швеции (1905 — 1906, 1915 — 1916).
Был губернатором лена Халланд  в 1916–1920 годах. Избирался членом парламента Швеции от Правой партии (ныне Умеренная коалиционная партия). Занимал независимую позицию в своей партии.  В 1920 году был единственным членом парламентской группы своей партии, который защищал вступление Швеции в Лигу Наций, поскольку считал, что это может обеспечить защиту от Советской России.
В 1923 году занял пост министра иностранных дел Швеции. В октября 1923 года предложил Швеции заключить военный союз с Финляндией. Он подчеркнул, что это лишь его личное мнением и время для реализации идеи ещё  не пришло, но выступление всё равно вызвало политический кризис. Предложение Хедершерны привлекло большое внимание и вызвало всеобщее удовлетворение в Финляндии, где эта речь усилила поддержку северной ориентации страны. В Швеции из-за выступления оппозиция начала ожесточенную кампанию против правительства в прессе, а коллеги Хедершерны заставили его уйти в отставку.